# Saison 8 de Joséphine, ange gardien
 (août 2018).
Si vous disposez d'ouvrages ou d'articles de référence ou si vous connaissez des sites web de qualité traitant du thème abordé ici, merci de compléter l'article en donnant les références utiles à sa vérifiabilité et en les liant à la section « Notes et références ».
Chronologie
Saison 7 Saison 9
Cet article présente les épisodes de la huitième saison de la série télévisée Joséphine, ange gardien.

## Liste des épisodes

### Épisode 1:Un frère pour Ben
Scénaristes :
- Nicole Jamet
- Marie-Anne Le Pezennec

Réalisateur :
- Philippe Venault

Diffusion :
- 26 janvier 2004 sur TF1

Audience :
- France : 10,12 millions de téléspectateurs (40,3 % de part d'audience)

Distribution :
- Mimie Mathy : Joséphine
- Brieuc Quiniou : Lazlo
- Antoine Nguyen : Benjamin
- Stéphanie Lagarde : Isabelle, la mère décoratrice de Benji
- Michel Bompoil : Antoine, le mari d’Isabelle et beau-père de Benji
- Richard Sammut : Petru
- Eric Mondolini : Le sbire 1
- Florent Mismetti : Le sbire 2
- Thomas Cerisola : L'inspecteur 1
- Vincent Schmitt : L'inspecteur 2
- Vincent Doyon : Jean-Ba
- Jordan Siali : Nico
- Joaquina Belaunde : L'interprète japonaise
- Marie Vernalde : La juge pour enfants

Résumé : Joséphine vient en aide à Lazlo, un gamin des rues. Elle va lui permettre de se trouver une famille et un frère, Benji. Tout le monde dit à Joséphine que c'est impossible que Lazlo change. Seulement, impossible ne fait pas partie du vocabulaire de Joséphine.
Profession de l’épisode : Joséphine est jeune fille au pair.
Commentaire : Lors de cet épisode, on peut entendre un extrait de l'épisode Le Compteur à Zéro lorsque Benji, Antoine et Lazlo sont devant la télévision.

### Épisode 2:Tous en chœur
Scénariste :
- Thierry Beauvert

Réalisateur :
- Patrick Malakian

Diffusion :
- 15 mars 2004 sur TF1

Audience :
- France : 8,39 millions de téléspectateurs (30,4 % de part d'audience)

Distribution :
- Mimie Mathy : Joséphine
- Thierry Neuvic : Père Camille Flaubert
- Mélanie Maudran : Jeanne Chazeau, journaliste et fille du Maire
- André Penvern : Michel
- Gérard Lartigau : Girardin
- Jean Dell : Frère Mathieu
- Alexandre Cross : Costa
- Sylvie Audcoeur : Nathalie
- Christophe Rouzaud : Pierre
- Charles Templon : Gabriel
- Sandrine Le Berre : Marie
- Luc Palun : Richard
- Hervé Jouval : Hervé
- Christina Crevillén : Isabelle
- Didier Harlman : Leblanc
- Philippe Bardy : Gasselain

Résumé : Joséphine vient en aide au prêtre Camille Flaubert pour restaurer L'Assomption de Marie, une fresque de la paroisse du village. Pendant une répétition de chant, la statue de la Vierge Marie se met à pleurer des larmes de sang. Le maire compte relancer l'économie de la région grâce à cet événement.
Profession de l’épisode : Joséphine est restauratrice d’œuvre d’art.

### Épisode 3:Enfin des vacances!...
Scénaristes :
- Virginie Boda
- Nathalie Mars

Réalisateur :
- Henri Helman

Diffusion :
- 27 septembre 2004 sur TF1

Audience :
- France : 8,94 millions de téléspectateurs (32,2 % de part d'audience)

Distribution :
- Mimie Mathy : Joséphine
- Philippe Bas : Denis
- Jerry Lucas : Gaspard
- Judith El Zein : Carole
- Sophie-Charlotte Husson : Béatrice
- Michel Scotto Di Carlo : Jean-Claude
- Jacques Deshayes : Max
- Jean-Laurent Faubourg : Martial
- Emmanuel Genvrin : Jeancart
- Jocelyne Lavielle : La juge d'instruction
- Francine Barreau : La commissaire
- Laurence Cournot : Maître Bakrin
- Geneviève Begue : Sylvie
- Nil Lilamand : La détenue 1
- Virginie Darmalingom : La détenue 2
- René Sida : L'ancien
- Christophe Laidet Le médecin
- Rebecca Paul : Mathilde
- Laurence Roustandjee : L'hôtesse de l'hôtel
- Dominique Romont : Le serveur de la plage
- Ségolène Mondon : La responsable de l'hôtel
- et le groupe musical du village : Metis Groove

Résumé : Joséphine vient en aide à Gaspard sur l'île de la Réunion pour découvrir son père et libérer Carole, sa mère, accusée de détournement de fonds.
Profession de l’épisode : Joséphine est agent de voyages.

### Épisode 4:Sauver Princesse
Scénaristes :
- Anita Rees
- Rémy Tarrier

Réalisateur :
- Philippe Monnier

Diffusion :
- 25 octobre 2004 sur TF1

Audience :
- France : 9,97 millions de téléspectateurs (39,4 % de part d'audience)

Distribution :
- Mimie Mathy : Joséphine
- Gabrielle Forest : Lucie
- Delphine Zentout : Amélie
- Niels Dubost : Philippe Van Gossen
- Romain Moles : Ludovic
- Olivier Pariset : Jules
- Christophe Odent : Serge Martens
- Olivier Granier : Pierre Moretti
- Grégory Delepine : Paul
- Fabrice Cals : L'employé de l'abattoir
- Philippe Blancher : Le gendarme
- Lionel Ovadia : Le speaker

Résumé : Joséphine vient en aide à Princesse, une jument destinée à l'abattoir dans un haras, mais aussi à son entourage qui souffre d'un malaise depuis la mort du fils de la propriétaire de ce haras.